# 丹扬
丹扬，生物学家，加州大学伯克利分校Paul Licht特聘教授，霍华德·休斯医学研究所研究员，主要从事神经及脑科学研究。2018年，她当选为美国国家科学院院士。

## 生平
丹扬本科毕业于北京大学物理系，之后在哥伦比亚大学获得了生物学博士学位，导师为蒲慕明，研究内容为神经递质分泌以及突触可塑性的分子机制。之后，她在洛克菲勒大学以及哈佛医学院从事博士后研究，主要研究视觉系统的信息编码。

## 奖项和荣誉
丹扬曾经获得阿尔弗雷德·P·斯隆研究奖学金（Alfred P. Sloan Research Fellowship），贝克曼青年研究者奖（Beckman Young Investigator Award）等奖项。

## 个人生活
丹扬的丈夫为神经科学家蒲慕明。